# على السفود
على السَّفُّود كتاب نقدي من تأليف مصطفى صادق الرافعي صدر عام 1930م، ويجسدُ واحدةً من أشهر المعارك الأدبية التي دارت بين الرافعي والعقاد.
كُتِبَ الكتاب في فترةٍ اتسمت باحتدام الصراعات الفكرية والأدبية؛ والتي أدَّت بدورها إلى إثراء الحياة الفكرية والثقافية في مصر والعالم العربي، وقد أشار النقاد إلى الأسباب التي دفعته إلى نشر هذه المقالات؛ ومنها أنه أراد أن يحرر النقد من طَوْقِ عبودية الأشخاص، وقد رمى الرافعي من خلال هذه المقالات إلى الثأر لشخصه، ولكتابه إعجاز القرآن والبلاغة النبوية الذي رماه فيه العقاد بسهم الانتحال من كتاب سعد زغلول، وقد تباينت آراء النقاد حول الحكم على الأسلوب الذي انتهجه الرافعي في كتابة هذه المقالات؛ فمنهم مَنْ استهجن هذا الأسلوب ومنهم من استحسنه، واعتبره ضربًا من ضروب الإصابة في القول، وقد وفق الكاتب في استخدامه للفظ السفود؛ للإشارة إلى ما تضمنته هذه المقالات من نقدٍ مؤلمٍ لاذع.
وقد عاشَ الرافعيُّ عصرَه كما هو، راكبًا فيه الصَّعبَ والذَّلول، لابسًا لكلِّ موقفٍ لَبوسَه، فارسًا من فُرسان المَيدان غيرَ مُدافَع. ومن أشهر معاركه الأدبيَّة وصراعاته الفكريَّة التي حَميَ فيها الوَطيسُ واشتَدَّ الأُوار، ما كان بينه وبينَ الأديب الأستاذ عباس محمود العقاد، فقد كتب الرافعيُّ في نقده مجموعةَ مقالات دامغة بعنوان: «على السَّفُّود»، أصلاه بها نارًا حامية، نائيًا فيها عن حُدود النقد الأدبيِّ، إلى التشهير والسُّخرية، وما لا يَليق.

## بَدْءُ الخلاف بينَ الرافعيِّ والعقَّاد
ذهب صفيُّ الرافعيِّ الأستاذُ الأديبُ محمد سعيد العريان في كتابه «حياة الرافعي» إلى أن ابتداءَ الخصام بينَ الرافعيِّ والعقَّاد كان بسبب كتاب الرافعيِّ إعجاز القرآن والبلاغة النبوية الذي صَدرت طبعتُه الأولى سنة 1912م، ثم أمر الملك فؤاد بطبعه على نفقَته تقديرًا للكتاب ولصاحبه، وقد صدرت هذه الطبعة الملكيَّة سنة 1928م. ويُضيف العُريان أنه لم يكن بينَ الرجُلَين قبل صدور الطبعة الملكيَّة من الكتاب إلا الصفاءُ والوُدُّ.
لاقى «إعجاز القرآن» قَبولاً كبيرًا من الأدباء والنقاد، ونالَ به الرافعيُّ مكانةً ساميةً بينهم، حتى كَتبَ في تقريظه والثناء عليه زعيمُ مصرَ سعد زُغْلول كلمتَه الذائعةَ السيَّارة: «وأيَّدَ [كتابُ الرافعيِّ] بلاغةَ القُرآن وإعجازَه بأدلَّة مُشتقَّة من أسرارها، في بَيانٍ يَستمدُّ من رُوحها، بَيانٍ كأنه تنزيلٌ من التنزيل، أو قَبَسٌ من نُور الذِّكر الحكيم».
ويلتقي الرافعيُّ العقَّادَ في مقَرِّ مجلَّة المقتطَف، سنة 1929م، ويسألُه عن رأيه في كتابه، فيَفْجَؤُه العقَّادُ برأيٍ شديد، فيه قسوةٌ وغلظَةٌ، يسفِّه فيه كتابَه، ويتعَدَّى إلى الخَوض في حُرمة القرآن، يطعُن في إعجازه، ويُزْري ببيانه، ولم يكتَفِ بذلك - على قُبحه وسُوئه - حتى اتَّهَم الرافعيَّ بتزوير تقريظ سعد زُغْلول - المذكور آنفًا - ونَحْله إياه؛ دعايةً للكتاب وترويجًا له.
غضبَ الرافعيُّ من افتراءات العقَّاد أشدَّ الغضَب، وحَنِقَ عليه كلَّ الحَنَق، وكتَمَ نفسَه على مثل البُركان يوشِكُ أن يَثور.
وما ذهبَ إليه العُريان من أن هذا اللقاءَ كان أوَّلَ الصراع بين الأديبَين فيه نظرٌ، فقد تقدَّم من العقَّاد نقدٌ للرافعيِّ فيه شدَّةٌ وسُخريةٌ وتَجَنٍّ. ففي سنة 1914م كتبَ العقَّاد مقالةً نشرها في صحيفة المؤَيَّد بعنوان: (فائدةٌ من أُفْكوهَة) عقَّبَ فيها على قول للرافعيِّ في الجزء الأوَّل من كتابه «تاريخ آداب العرب»، وختمَ مقالتَه بقوله: «فإن شاءَ عَدَدْنا كتابَه كتابَ أدبٍ، ولكنَّا لا نَعدُّه كتابًا في تاريخ الأدب؛ لأن البحثَ في هذا الفنِّ متطَلِّبٌ من المنطِق والزَّكانَة ومعرفة النُّطق الباطنيِّ ما يتطَلَّبُه الرافعيُّ من نفسه ولا يَجدُه في استعداده».
وفي سنة 1920م نشرَ الرافعيُّ نقدًا لنشيد أمير الشُّعراء أحمد شوقي الذي مَطلَعُه:
| بَني مِصْرٍ مكانُكُمُ تَهَيَّا فهيَّا مَهِّدوا للمُلْكِ هيَّا |

فتصدَّى له العقَّادُ سنة 1921م بمقالةٍ نشرها في الجزء الثاني من «الديوان في الأدب والنقد» بعنوان: (ما هذا يا أبا عمرو؟!)، اتَّهَمَه فيها بسرقةِ ما كتبَه في الجزء الأول من «الديوان» في نقد نشيد شوقي المُلمَع إليه، وقد اتَّسمَت مقالةُ العقَّاد بالشدَّة والقَسوة، والسُّخرية اللاَّذعة، والهُجوم العَنيف على شخص الرافعيِّ.
وإذن لم يكُن ما جَرى بين الأديبَين الكبيرَين في لقاء دار المقتطَف أوَّلَ الخصومة بينهما.
السَّفُّودُ في اللغة: هو الحديدَةُ يُشْوى بها اللَّحمُ، ويُسمِّيها العامَّةُ: (السِّيخ). ويُجمَع السَّفُّود على سَفافيد، ومن تَناوَلَه السَّفُّودُ يقال فيه: مُسَفَّد؛ لأن تَسْفيدَ اللحمِ نَظْمُه في تلك الحَديدَة للاشْتِواء.
ولم يكُن العقَّادُ أولَ من سفَّدَه الرافعيُّ، بل سفَّدَ قبله الشاعرَ عبد الله عفيفي الذي كان يطمَحُ أن يكونَ شاعرَ الملك فؤاد بدلاً من الرافعيِّ[6]، ونظَمَ في مدح الملك عددًا من القَصائد، وكان الرافعيُّ يراه لا يَرقى أن يكونَ ندًّا له، بَلْهَ أن يحتلَّ مكانَه، فوَجَدَ عليه مَوجِدَةً عظيمة، وانقَضَّ عليه بثلاث مقالات عَنيفة نشرها بمجلَّة العُصور لصاحبها إسماعيل مظهر، وجعلَ عنوانَ مقالاته: (على السَّفُّود)، وَصَمَ فيها عبد الله عَفيفي بالغَفلَة وضعف الرَّأي وقلَّة المعرفة وفساد الذَّوق، وقد اختارَ لمقالاته ذاك العُنوان؛ إشارةً إلى ما تضمَّنتهُ من نقد مؤلم لاذع، أشبه بنار متأجِّجة لا تذَرُ من شيء أتت عليه إلا جَعَلتهُ كالرَّميم.
ولكنَّ الرافعيَّ لم يكن موفَّقًا حين اختارَ - في مقالاته الثلاث - نقدَ ثلاثِ قصائدَ لخصمه في مَديح الملك؛ فقد جرَّ ذلك عليه غَضَبَ القصر الملكيِّ، ومن ثَمَّ قُطعت حبالُ الودِّ بينه وبين القصر، ليفوزَ العَفيفيُّ بمكانه شاعرًا للملك.

## العقَّاد على السَّفُّود
عرضَ الأستاذُ إسماعيل مظهر على الرافعيِّ أن يكتبَ في نقد شعراءَ آخرين، فلاقى ذلك في نفسه هوًى، وأسرع إلى ذاكرته لقاؤُه بالعقَّاد في دار المقتطَف، ولم يكن ناسيًا مقالتَيه: (فائدةٌ من أُفكوهة)، و (ما هذا يا أبا عمرو؟!)، فألفاها فرصةً سانحةً للانتقام من العقَّاد، وللثأر لكرامته، فافترسَهُ بسبع مقالات طاحنَة، نشرها تباعًا في مجلَّة العُصور، مُغْفَلَةَ النسبة، وجعلَ عنوانَها أيضًا: (على السَّفُّود)، نقد فيها ديوانَ العقَّاد، وحشدَ فيها من مُرِّ الهجاء، وقَوارص القَول، وصُنوف الذمِّ والقَدْح المُقْزِع، ما يمكن أن يُستخرَجَ منه معجمٌ لألفاظ الثَّلب والشَّتم.
عناوينَ السَّفافيد السَّبعة، مع ذكر تواريخ نشرها:
السفود الأول: عباس محمود العقَّاد، نشر في عدد شهر تموز (يوليو)، 1929م.
السفود الثاني: عَضَلات من شَراميط، نشر في عدد شهر آب (أغسطس)، 1929م.
السفود الثالث: جبَّار الذِّهْن المُضْحك، نشر في عدد شهر أيلول (سبتمبر)، 1929م.
السفود الرابع: مِفتاحُ نفسِه وقُفْلُ نفسِه، نشر في عدد شهر تشرين الأول (أكتوبر)، 1929م.
السفود الخامس: العقَّادُ اللصُّ، نشر في عدد شهر تشرين الثاني (نوفمبر)، 1929م.
السفود السادس: الفَيلَسوف، نشر في عدد شهر كانون الأول (ديسمبر)، 1929م.
السفود السابع: ذُبابةٌ لكنْ من طِراز زِبْلِن، نشر في عدد شهر كانون الثاني (يناير)، 1930م.
وقدَّم الرافعيُّ بين يدَي كلِّ سفُّود من تلك السَّفافيد بيتَين من الشعر، ناطقَين بما تضمَّنته تلك المقالات من نقد فاتك مُحرق، يقول فيهما:
| وللسَّفُّودِ نارٌ لو تلَقَّتْ بجاحِمِها حَديدًا ظُنَّ شَحْما ويَشْوي الصَّخرَ يترُكُه رَمادًا فكيفَ وقد رميتُكَ فيه لَحْما؟! |

## الدَّافعُ إلى مَقالات السَّفُّود
يصرِّحُ الرافعيُّ بأن الدافعَ لكتابته هذه المقالات هو الغَيرةُ على القُرآن الكريم وإعجازه الذي أنكره العقَّاد، يقول: هذا أسلوبٌ من الردِّ قصَدتُ به الكشفَ عن زَيْف هذا الأديب والزِّرايَة بأدبه، حتى إذا تقرَّرَت منزلتُه الحقيقيَّةُ في الأدب عندَ قرَّاء العربيَّة، لا تراهم يستمعونَ لرأيه عندما يَهُمُّ بالحديث عن إعجاز القُرآن، وهل يُحسِنُ الحديثَ عن إعجاز القُرآن من لا يستقيمُ منطقُ العربيَّة في فكره، ولا يستقيمُ بيانُها على لسانه؟!
ويشكِّكُ العُريان في أن تكونَ مقالاتُ السفود غَضبةً خالصةً لله وللقُرآن؛ لأن هذه المقالات خَلَت من أيِّ ذكر لقضيَّة إعجاز القُرآن، وليس فيها إلا نقدٌ ونقضٌ لديوان العقَّاد!
أما الدكتور علي عبد الحليم محمود فإنه يقطَعُ بنفي أن تكونَ هذه المقالاتُ كتبت انتصارًا لإعجاز القُرآن، ومن هنا يرفُضُ أن يَعُدَّ ما كتبَه الرافعيُّ فيها اتجاهًا إسلاميًّا في أدبه.
ومما يُرجِّح هذا الرأيَ أن الرافعيَّ لم يكُن ليُغفلَ في نقده للعقَّاد قضيَّةَ الإعجاز بتَّةً، على خُطورتها، إذا ما كانت المحرِّضَ الرئيسَ على إنشاء تلك المقالات، وهو الذي أثارَ زوبعةً من الهُجوم الكاسح على طه حسين ردًّا على آراءَ له في كتابه «في الشعر الجاهلي» تُناقض القُرآن، وتشكِّك في بعض آياته، وكتبَ في ذلك كتابه القيِّم «تحت راية القُرآن»، لم يُدارِ فيه ولم يُجَمجِم.
بيدَ أن ذلكَ لا يمنعُ أن تكونَ قضيَّة الإعجاز أحدَ أسباب غَضبة الرافعيِّ الكبرى، بل هو كذلك، ينضَمُّ إلى أسباب أُخرى، مَدارُها على اختلاف وجهَة الرجُلَين في الفكر والنظَر، وأن لكلٍّ منهما في الأدب طريقًا ومذهبًا.
يقول محمد الكتَّاني: «ولو أخَذنا بالخلاف بين الأديبَين في أية مناسَبة من مُناسَبات الخلاف بينهما، فإن هذا الخلافَ يرتَدُّ إلى ذلك التبايُنِ في النظرة إلى الأدب، ومنهَج الدرس، والموقِف النقدي، وكلِّ ما يتصلُ بعد ذلك بالكتابة الفنيَّة، والشعر، وفَهْم النصوص، ونوعيَّة القيم المنشُودَة فيها، ودراسة التُّراث الأدبيِّ، وكلِّ ما يتفرَّع عن هذه القَضايا من وسائلَ مختلفةٍ يُعنى بها النقَّاد».

## أُسلوبُ مَقالات (السَّفُّود) ومَضمونُها
لم تكُن الحدَّةُ والتجنِّي والشَّتم هي كلَّ ما في مقالات السَّفُّود، بل مادَّةُ تلك المقالات قبلَ ذلك نموذَجٌ فَذٌّ في النقد الأدبيِّ المحكَم، ونظراتٌ في نقد الشعر بصيرةٌ، وصُوَرٌ من عُمق التحليل بديعَة، وهو المتوقَّع والمَرْجُوُّ من نقد مُنشِئُه الرافعيُّ، وهو من عرفتَ علوَّ كعبٍ في الأدب والنقد وعلوم العربيَّة.
ويكاد يُجمعُ محبُّو الرافعيِّ - وبعضُ الشانئيه - أن هذه المقالات لو بَرئت مما شانَها من مُنكَر القول ومُرِّ الهجاء، لكانت آيةً من آيات الإبداع، ومثالاً يُحْتَذى في النقد الأدبيِّ.
ويذهبُ الدكتور عز الدين البدوي النجَّار إلى أن الذي أخذَ فيه الرافعيُّ من نقد ديوان العقَّاد بابٌ من نقد الشعر هو أصعَبُ أبوابه، وأبعَدُها متناولاً من طالبه، هو بابُ ما في الفنِّ الواحد من دقائق الصَّنعة التي تكشفُ عن سرائره، وتنزيلُ هذه الدقائق في مَنازلها: من سموٍّ وارتفاع، أو توسُّط، أو غير ذلك، ومُقابلَة ذلك بما يكشفُه ويُوَكِّدُه من النماذج المعتَبَرة في ذلك الفنِّ.
ثم يقول: والذي قَدَرَ عليه الرافعيُّ في هذا الباب خاصَّة - في عامَّة ما تكلَّم عليه، في مقالات السفُّود وفي غيرها - لم يَقدِر عليه من أهل عَصره أحدٌ، ولا اقتربَ منه، إلا ما كانَ من العلاَّمة الكبير محمود محمد شاكر، وهو عَبقريَّةٌ فنيَّة أُخرى بالمعنى الكامل للكلمة.
والاقتباساتٍ من مقدِّمة الرافعيِّ لمقالاته، صريحةَ الدَّلالة على وجهته فيها:
«وأما بعدُ، فإنا نكشفُ في هذه المقالات عن غُرورٍ مُلَفَّف، ودَعوى مُغَطَّاة، وننتقدُ فيها الكاتبَ الشاعرَ الفيلسوف!! (عباس محمود العقاد)، وما إياه أردنا، ولا بخاصَّته نعبَأُ به، ولكن لمن حولَه نكشفُه، ولفائدة هؤُلاء عرَضنا له... وقد يكونُ العقَّاد أستاذًا عظيمًا، ونابغةً عبقريًّا، وجبَّارَ ذهن كما يَصفون، ولكنا نحنُ لا نعرفُ فيه شيئًا من هذا، وما قُلنا في الرجُل إلا ما يقولُ فيه كلامُه، وإنما ترجَمنا حُكمَ هذا الكلام، ونقَلناه من لغة الأغلاط والسَّرقات والحَماقات إلى لغة النقد... في هذه المقالات مُثُلٌ وعَيِّنات تَؤولُ بك إلى حقيقة هذا الأديب من كلِّ نَواحيه، وفيها كافٍ، إذ لا يَلزَمُنا أن نأتيَ على كلِّ كلامه، إذا كان كلُّ كلامه سخيفًا... وسترى في أثناء ما تقرؤه ما يُثبت لك أن هذا الذي وصَفوه بأنه جبَّارُ الذهن، ليس في نار السفُّود إلا أديبًا من الرصاص المصهور المُذاب. ونرجو أن تكونَ هذه المقالاتُ قد وَجَّهَت النقدَ في الأدب العربيِّ إلى وجهه الصَّحيح، وأقامَته على الطَّريق المستويَة؛ فإن النقدَ الأدبيَّ في هذه الأيام ضَربٌ من الثَّرثَرة، وأكثرُ من يكتبون فيه يَنْحَون مَنحى العامَّة، فيجيئون بالصُّورة على جُملتها، ولا يكونُ لهم قولٌ على تفصيلها،  وإنما الفنُّ كلُّه في تشريح التفاصيل، لا في وَصْف الجملة... هذا وقد كتبنا مقالات (السفُّود) كما نتحدَّث عادةً؛ لهوًا بالعقَّاد وأمثاله؛ إذ كانوا أهونَ علينا وعلى الحقيقة من أن نتعبَ فيهم تعبًا، أو نصنعَ فيهم بيانًا، فهم هلاهيلُ لا تَشدُّ أحدَهُم حتى يتهتَّكَ وينفتقَ وينفلق...».
وعبارةُ الرافعيِّ الأخيرةُ تلخِّصُ الجادَّةَ التي سلكَها في مقالاته، والأُسلوبَ الذي انتهَجَه فيها، وقد أفصَحَت عن ذلك إفصاحًا؛ فهو كتب مقالات السفُّود (من رأس القلم)، كأنه يمضي مع خِلٍّ له على سجيَّته في حديثٍ مرسَل، لا يتقصَّد تجويدًا، ولا يلتفتُ إلى صنعة، وما ذاك إلا استخفافًا بالعقَّاد ومن اقتفى أثرَه، فهؤلاء وأمثالُهم أهوَنُ على الرافعيِّ وعلى الحقيقَة من أن يُنصِبَ نفسَه بسببهم، أو أن يُنشِئَ فيهم بيانًا عاليًا.

## مآخذ الرافعيِّ على العقَّاد
من أوَّل مآخذه عليه: ما يراه فيه من ضَعف في اللغة والأُسلوب والصَّنعة البيانيَّة، وقد صرَّح بذلك في (السفُّود الأوَّل) يقول: «ويدَّعي العقَّاد أنه إمامٌ في الأدب، فخُذ معَنا في تحليله؛ أما اللغةُ فهو من أجهَل الناس بها وبعُلومها، وقلَّما تَخلو مقالةٌ له من لحن، وأسلوبُه الكتابيُّ أحمقُ مثله، فهو مُضطَرب مُختَل، لا بلاغةَ فيه، وليست له قيمةٌ، والعقَّاد يقرُّ بذلك، ولكنه يُعلِّلُه أنه لا يريدُ غيرَه، فنفهَمُ نحن أنه لا يُمكنُه غيرُه».
ويُلحُّ الرافعيُّ على أن العقَّاد لا يَعدو أن يكونَ مترجمًا ناقلاً، وأحسنُ ما يكتبُه هو أحسنُ ما يَسرقُه؛ كأن اللغةَ الإنكليزيةَ عنده ليست لغةً، ولكنها مفاتيحُ كتب، وآلاتُ سرقة.
ويؤكِّد الرافعيُّ أن أكثرَ شعر العقَّاد قائمٌ على سرقَة المعاني وانتحالها، من غَير أن يضعَ لها تعليلاً أو يزيدَ فيها زيادةً، أو يجعلَ لها سياقًا ومَعرِضًا، أو نحو ذلك مما يسوِّغ أخذَه إياها، وقد استشهَد الرافعيُّ لذلك بغير قليل من شعره، يُورد أبياتَه أوَّلاً، ثم يُتبعُها بالشعر القَديم الذي سَطا عليه العقَّاد، مبيِّنًا البَوْنَ البعيدَ ما بين الأصل الجيِّد والمسروق المزيَّف، في دقَّة المعاني ورُواء الأُسلوب.
ويرى الرافعيُّ أن للعقَّاد بضعةَ أبيات حسنة لا بأسَ بها، وألوفًا من الأبيات السَّخيفَة المُخْزيَة، التي لا قيمةَ لها في المعنى، ولا في الفنِّ، ولا في البيان؛ وذلك دليلٌ قاطعٌ لا شكَّ فيه أن الأبياتَ الحسنةَ مسروقةٌ، جادَت بها قريحَةٌ أُخرى، هيهاتَ أن يكونَ عند العقَّاد قليلٌ منها. ولا يفوتُنا التنبيهُ على أن السفُّودَ الخامسَ عَنْوَنَه الرافعيُّ بـ: (العقَّاد اللصُّ).
ومما يُنكرُه عليه أيضًا: تكرارُه المعاني في الأبيات، وكثرةُ أخطائه في التشبيه وفي العَروض، وأنه لا يَفهَم ما يكتبُه، مما يجعل شعرَه ككلام الجرائد!
وأزرى به مُدَّعيًا جهله باستعمال الألفاظ؛ اختيارًا، ومَزجًا، وتَركيبًا، ومُلاءمةً بينها، وإخراجًا للألوان المعنويَّة من نظمها وتَركيبها.
كما نفى الرافعيُّ عن العقاد الخيالَ الشعريَّ، وذوقَ الشعر، والقُدرةَ على العبارة الصَّحيحة الشاعرَة عنه، فيكونُ العقَّاد بذلك شاعرًا بلا شاعريَّة!
والرافعيَّ لم يكُن محقًّا في كلِّ ما نبَزَ به العقَّاد، بل في مقالاته هذه غيرُ قليلٍ من التجنِّي والتهويل والمبالغَة!!

## طبعات كتاب على السفود
نُشرت مقالات (على السفُّود) متتابعةً سنة 1929م، وفي العام التالي (1348هـ - 1930م) أعاد نشرَها إسماعيل مَظهَر مجموعةً في كتاب، صدر عن داره دار العُصور، ولم يصرِّح باسم مؤلِّفه - على ما كانت الحالُ في المقالات - وأثبتَ على غلافه: بقلم إمام من أئمَّة الأدب العربيِّ.
قدَّم الأستاذُ مَظهَر للكتاب بمقدَّمة بإمضائه بعُنوان: التعريف بالسفُّود، أفصَحَ فيها عما دفعَه إلى نشر الكتاب؛ وأن السببَ الأوَّلَ في ذلك هو إفساحُ المجال لعَلَمٍ من أعلام الأدب، وحُجَّة ثَبْت من رجالات العَصر، (يعني الرافعيَّ)؛ ليعبِّرَ عن رأيه في صَراحة وجَلاء، في أديبٍ امتازَ بين الأدباء بشيءٍ من الصَّلَف، والزَّهْو بالنفس، والإغْراب في تَقدير الذَّات، (وهو العقاد).
وثَمَّ سببٌ آخرُ لنشر مقالات السفُّود هو: وَضْعُ النقد في موضعه الصَّحيح، بعيدًا عن المَدْح لمجرَّد المدح، أو الذَّمِّ لمجرَّد النفْع الماديِّ، ولإعطاء الكُتَّاب الحريَّةَ التامَّةَ في التعبير عن آرائهم؛ لتحرير النقد من تقديس الأشخاص.
ويَختمُ مقدَّمتَه بقوله: «وعسى أن يكونَ (السفُّود) مدرسةَ تهذيبٍ لمن أخذَتهُم كبرياءُ الوَهم، ومثالاً يَحتَذيه الذين يُريدون أن يحرِّروا بالنقد عُقولَهم من عبادة الأشخاص، ووثنيَّة الصِّحافَة في عَهدها البائد».
ويتعَقَّبُه العُريان في «حياة الرافعي» قائلاً: أما أن تكونَ هذه المقالاتُ مدرسةً للتهذيب، ومثالاً يَحتَذيه النَّقَدَة، فلا... فليس بنا من حاجَة إلى أن يَحتَذيَ النقَدَةُ هذا المثالَ في أسلوب النقد والجَدَل، فيَزيدوا عيبًا فاحشًا إلى عُيوب النقد في العربيَّة. إننا لنريدُ للناقدينَ في العربيَّة أن يكونوا أصحَّ أدبًا، وأعفَّ لسانًا من ذاك.
الطبعةُ الدمشقيَّة
غَبَرَت سنواتٌ طويلةٌ على طبعة دار العُصور، فنهضَ الأستاذُ الدمشقيُّ حسن السَّماحي سُوَيدان بالعناية بالكتاب تصحيحًا وتعليقًا، وأخرجَه في طبعة جَديدة صَدَرَت طبعتُه عن دار البشائر بدمشق، لصاحبها الأُستاذ عادل عسَّاف، في سنة 1421هـ - 2000م، واشتركَت في توزيعها دار المعلَمَة بالرياض.
تميَّزت الطبعةُ الدمشقيَّةُ ببعض المزايا منها:
أ- التصديرُ البديعُ الذي كتبه الدكتور عز الدين البدوي النجَّار عضوُ مجمَع اللغة العربية بدمشق، وقد بلغَ تصديرُه خمسًا وخمسين صفحةً كشفَ فيها كشفًا دقيقًا عن مُلابسات الصراع الأدبيِّ بين الرافعيِّ والعقَّاد، واضعًا ذلك في سياقه التاريخيِّ الصحيح، نافذًا إلى أعماق الرجُلَين، مُحلِّلاً لنفس كلٍّ منهما ولانتحاءات فكره التي أدَّت إلى ما عَرَفنا من خصامٍ شديد بينهما، وانتهى الدكتور إلى أن كلاًّ من الرجُلَين عبقريَّةٌ عظيمةٌ في تاريخ أدبنا العربيِّ، وأن كتابَ (السفُّود) فصلٌ من فُصول الأدب والنقد الحديث، لا بُدَّ للدارس والمؤرِّخ منه.
ب- تقديمُ الأستاذ سُوَيدان للكتاب في خمس صفحات، عرَضَ فيه لقِدَم المعارك الأدبيَّة في تاريخ الأدب العربيِّ، وذكر مُسَوِّغات إعادة نشر الكتاب في طبعة جديدة، ثم عرَضَ لصنعَته في الكتاب، وما بذل من جهد في خدمته.
ج- ترجمةٌ للرافعيِّ اختصرَها الأستاذ سُوَيدان من كتاب «حياة الرافعي» للعُريان، بلغت تسعَ صفحات.
د- ما أُثبت بين يدَي الكتاب: (مقدِّمة في الشِّعر)، وهي المقدِّمة التي كان كتبَها الرافعيُّ لديوانه الأوَّل الذي نشره سنة 1903م، وقد رأى الأستاذ سُوَيدان ضمَّها إلى الكتاب؛ لما اشتملَت عليه من فَوائد، لعلَّ أهمها تقديمُ صورة جليَّة عن نظرة الرافعيِّ المتغَلغِلَة في الشعر، ورؤيته النقديَّة لمذاهب شُعَراء العربيَّة.
هـ- مُلحَقاتُ الكتاب، وهي:
- سَفُّودٌ صغيرٌ، ضمَّنه قطعةً من مَقال العقَّاد: (أُدَباؤنا على المِشرَحَة)، الذي كان نُشر في مجلَّة (الاثنين والدنيا) في 26 إبريل 1943م، وهذه القطعةُ في ذَمِّ الدكتور زكي مُبارك، وأُثبت بعدَها ردُّ الدكتور مُبارك بعنوان: (ماذا يريد العقاد؟!)، نُشر في المجلَّة نفسها والتاريخ نفسه ! ومقالةٌ أُخرى للدكتور زكي مُبارك بعنوان: (جنايةُ العقَّاد على العقَّاد)، نشرها في مجلة (الصباح) في 6 مايو 1943م.
- قصيدةٌ للشاعر الضَّرير المُرهَف أحمد الزَّين: (شُعَراء العَصْر في مِصْر)، فيها بيانُ منزلة خمسةٍ وعشرينَ شاعرًا من شُعَراء مصرَ المحدَثين، وفيها يقولُ في العقَّاد:
| ألا أبْلِغا العقَّادَ تَعقيدَ لَفظِهِ ومَعْناهُ مثلُ النَّبْتِ ذاوٍ ومُثْمِرُ يُحاولُ شعرَ الغَربِ لكنْ يَفوتُهُ ويَبْغي قَريضَ العُرْبِ لكنْ يُقَصِّرُ |

ويقولُ في الرافعيِّ:
| تَضيعُ مَعاني الرافعيِّ بلَفظِهِ فلا نُبصِرُ المعنى وهَيهاتَ نُبصِرُ مَعانيهِ كالحَسْناءِ تأبى تبَذُّلاً لِذاكَ تَراها بالحِجابِ تَخَدَّرُ |

- سَفُّودٌ من نوع آخرَ، وهو قصَّة عَبَثِ الدكتور طه حسين بالعقَّاد حينَ بايعَه بإمارة الشِّعر، وصَدى هذه البيعة، ومن ذلك ما قالَه الأستاذُ الشاعر محمد حسن النَّجْمي ساخرًا متهَكِّمًا:
| خَدَعَ الأعْمى البَصيرْ إنَّهُ لَهْوٌ كَبيرْ أَضْحَكَ الأطفالَ منهُ إذْ دَعاهُ بالأميرْ أصْبَحَ الشِّعرُ شَعيرًا فاطْرَحوهُ للحَميرْ |

و- وزُيِّنَت الطبعةُ ببعض الصُّوَر المتَّصلة بالكتاب، هي: صورةٌ للرافعيِّ، صورةُ غلاف طبعة دار العُصور الأولى، صورةُ غلاف ديوان العقَّاد، صورةُ غلاف الطبعة الملكيَّة لكتاب الرافعيِّ «إعجاز القرآن والبلاغة النبوية»، صورةٌ مزدَوجَة للرافعيِّ والعقَّاد، صورةُ خطِّ دُعاء الشيخ محمد عبده للرافعيِّ وثنائه على أدبه.
ز- وذُيِّلَت الطبعةُ بثمانية فهارسَ عامَّةٍ كاشفةٍ، هي فهارسُ: الآيات، الأحاديث، الأمثال، الشعر، الأعلام، الأماكن، الكتب والمجلات، الموضوعات..

## معركة الرافعي مع العقاد
من أشهر معاركه الأدبية وصراعاته الفكرية التي حميَ فيها الوطيس واشتدّ الأُوار، ما كان بينه وبين الأديب  عباس محمود العقاد، بدأت حينما اتهم «العقادُ» «الرافعي» َّ بأنه واضع رسالة الزعيم «سعد زغلول» في تقريظ كتاب الرافعي (إعجاز القرآن) بقوله إن قول «سعد زغلول» عن الكتاب إنه (تنزيل من التنزيل أو قبس من نور الذكر الحكيم) ليروج الكتاب بين القراء.. هذه العبارة من اختراع الرافعي وليست من يراع الزعيم «سعد زغلول»!
ويدافع الرافعي عن هذا الاتهام بقوله محمد سعيد العريان: «وهل تظن أن قوة في الأرض تستطيع أن تسخر سعدًا لقبول ما قال، لولا أن هذا اعتقاده».
وأرجع «الرافعي» السبب في اتهام «العقاد» له إلى أن العقاد كان هو كاتب الوفد الأول، وأن سعدًا كان قد أطلق عليه لقب (جبار القلم)، ولا يقبل «العقاد» منافسًا له في حب «سعد» وإيثاره له.
وقد أخذت المعركة طابعها العنيف حينما شن «العقاد» حملة شعواء عليه في كتابه (الديوان) سنة 1921م، وتناول العقاد فيه أدب «الرافعي» بحملة شعواء جرده فيها من كل ميزة.. وشمر «الرافعي» عن ساعده على إثرها وتناول العقاد بسلسلة من المقالات تحت عنوان (على السفود) بأسلوب حاد كان أقرب إلى الهجاء منه إلى النقد الموضوعي الجاد.. والسفود في اللغة هو الحديدة التي يُشوى بها اللحم، ويسميها العامة السيخ كما يقول «الرافعي» في شرح العنوان.
وفي سنة 1920م نشر الرافعي نقداً لنشيد أمير الشعراء أحمد شوقي الذي مطلعه:
بَني مصرٍ مكانكمُ تهيّا **  فهيّا مَهِّدوا للمُلكِ هيّا
فتصدّى له العقاد سنة 1921م بمقالة نشرها في الجزء الثاني من «الديوان في الأدب والنقد» بعنوان: (ما هذا يا أبا عمرو؟!) اتّهمه فيها بسرقة ما كتبه في الجزء الأول من «الديوان» في نقد نشيد شوقي آنف الذكر، وقد اتّسمت مقالة العقاد بالشدة والقسوة، والسخرية اللاذعة، والهجوم العنيف على شخص الرافعي.
وقد عرضَ الأستاذ إسماعيل مظهر على الرافعي أن يكتب في نقد شعراء آخرين، فلاقى ذلك في نفسه هوى، وأسرع إلى ذاكرته لقاؤه بالعقاد في دار المقتطف، ولم يكن ناسياً مقالتيه السابقتين  فألفاها فرصة سانحة للانتقام من العقاد، وللثأر لكرامته، فافترسه بسبع مقالات طاحنة، نشرها تباعاً في مجلة العصور، مغفلة النسبة، وجعلها كما أسلفنا تحت عنوان: (على السَّفّود) نقد فيها ديوان العقاد، وحشد فيها من مر الهجاء، وقوارص القول، وصنوف الذم والقدح المقزع، ما يمكن أن يستخرج منه معجم لألفاظ الثَّلب والشتم.
عناوين السفافيد السبعة، مع ذكر تواريخ نشرها:
السفود الأول: عباس محمود العقاد، نشر في عدد شهر يوليو 1929م.
السفود الثاني: عضلات من شواميط، نشر في عدد شهر أغسطس 1929م.
السفود الثالث: جبّار الذهن المضحك، نشر في عدد شهر سبتمبر 1929م.
السفود الرابع: مفتاح نفسه وقفلُ نفسه، نشر في عدد شهر أكتوبر 1929م.
السفود الخامس: العقاد اللص، نشر في عدد شهر نوفمبر 1929م.
السفود السابع: ذبابة لكن من طراز زبلن، نشر في عدد شهر يناير 1929م.
وقدّم الرافعي بين يدي كل سفُّود من تلك السفافيد بيتَين من الشعر، ناطقَين بما تضمنته تلك المقالات من نقد فاتك محرق، يقول فيهما:
وللسفُّود نارٌ لو تَلقَّتْ ** بجاحِمِها حديداً ظُنَّ شَحما
ويَشوي الصخرَ يتركُه رَماداً ** فكيفَ وقد رميتُكَ فيه لَحما؟!
وقد أورد في كتبه نقولا شعرية تدور حول هذا الموضوع أولاها عن قصيدة للشاعر الضرير أحمد الزين: (شعراء العصر في مصر) فيها بيان منزلة خمسة وعشرين شاعراً من شعراء مصر المحدثين، وفيها يقول في العقاد:
ألا أبلغا العقاد تعقيدَ لفظهِ... ومعناهُ مثلُ النّبتِ ذاوٍ ومثمرُ
يحاولُ شعرَ الغربِ لكنْ يفوتُهُ... ويبغي قريضَ العُربِ لكن يُقصّرُ
ويقول في الرافعي:
تضيعُ معاني الرافعي بلفظهِ... فلا نُبصرُ المعنى وهيهاتَ نبصرُ
معانيهِ كالحسناءِ تأبى تبذّلاً... لذاكَ تراها بالحجابِ تخدّرُ
- وذكر فيها أيضا قصة عبث الدكتور طه حسين بالعقاد حين بايعه بإمارة الشعر، وصدى هذه البيعة، ومن ذلك ما قاله الأستاذ الشاعر محمد حسن النجمي ساخراً متهكماً:
خدعَ الأعمى البصيرْ... إنهُ لهوٌ كبيرْ
أضحكَ الأطفالَ منهُ... إذ دعاهُ بالأمير
أصبحَ الشعرُ شَعيراً... فاطرحوهُ للحمير
وبعد أن هدات الخصومة بينهما بسنوات نشر «الزيات» صاحب «الرسالة» رأي «الرافعي» الحقيقي في العقاد الذي يشتمل على استنكار الرافعي نفسه للأسلوب الناري الذي اتبعه وفاءً إلى التسامح بعد بضعة عشر عامًا من خمود المعركة على حد تعبير الأستاذ كمال النجمي.
فقد قال «الزيات» للرافعي وهو يحاوره: يا صاحب (تاريخ آداب العرب).. هل تستطيع أن تجرد نفسك من ملابسات الخصومة وتجمل لنا رأيك الخالص في العقاد"؟
فأجاب الرافعي: «أقول الحق، أمَّا العقاد أحترمه وأكرهه لأنه شديد الاعتداد بنفسه قليل الإنصاف لغيره، ولعله أعلم الناس بمكاني في الأدب.. وأحترمه لأنه أديب قد استمسك آداة الأدب وباحث قد استكمل عدة البحث فصَّير عمره على القراءة والكتابة فلا ينفك كتاب وقلم».
حينما اطلع «العقاد» في الرسالة على ما تقدم من رأي «الرافعي»، وفي أدبه رد على ذلك بعد رحيل «الرافعي» عن عالمنا بثلاث سنوات بقوله: «إني كتبت عن «الرافعي» مرات أن له أسلوبًا جزلاً، وأن له من بلاغة الإنشاء ما يسلكه في الطبقة الأولى من كتاب العربية المنشئين».
أما المعركة الثالثة في الأهمية فهي تلك التي قال فيها بعضهم: إن كلام العرب في باب (الحكم) أن عبارة «القتل أنفي للقتل» أبلغ من الآية القرآنية: ﴿﴿وَلَكُمْ فِي الْقِصَاصِ حَيَاةٌ يَا أُولِي الْأَلْبَابِ لَعَلَّكُمْ تَتَّقُونَ ۝١٧٩﴾ [البقرة:179]﴾؛ إذ لم ينم «الرافعي» ليلته، بعد أن لفت محمود محمد شاكر برسالة بتوقيع م.م.ش نظره إلى هذا الأمر بقوله: «ففي عنقك أمانة المسلمين جميعًا، لتكتبن في الرد على هذه الكلمة الكافرة لإظهار وجه الإعجاز في الآية الكريمة، وأين يكون موقع الكلمة الجاهلية منها»؟
واستطاع الرافعي ببلاغته أن يقوض هذا الزعم من أساسه بمقالاته: (كلمة مؤمنة في رد كلمة كافرة)، التي عدَّد فيها وجوه الإعجاز في الآية الكريمة: ﴿﴿وَلَكُمْ فِي الْقِصَاصِ حَيَاةٌ يَا أُولِي الْأَلْبَابِ لَعَلَّكُمْ تَتَّقُونَ ۝١٧٩﴾ [البقرة:179]﴾.